# Lafayette (namn)
Lafayette, LaFayette och La Fayette är namn.

## Personer med efternamnet
- Gilbert du Motier, markis av Lafayette (1757–1834), en amerikansk och fransk general och statsman
- James La Fayette Cottrell (1808–1885), en amerikansk demokratisk politiker
- Joseph Lafayette Rawlins (1850–1926), en amerikansk demokratisk politiker
- Louise de La Fayette (1618–1665), en fransk hovdam
- Madame de La Fayette (1634–1693), en fransk författare

## Personer med förnamnet
- Lafayette S. Foster (1806–1880), en amerikansk politiker och jurist
- Lafayette Head (1825–1897), en amerikansk republikansk politiker
- Lafayette McLaws (1821–1897), en amerikansk militär och general i sydstatsarmén
- Lafayette Young – (1848–1926), en amerikansk republikansk politiker och publicist
- La Fayette Grover (1823–1911), en amerikansk demokratisk politiker